# کوشک سفلی (رستم)
کوشک سفلی روستایی از توابع بخش رستم شهرستان ممسنی در استان فارس ایران است.

## جمعیت
این روستا در دهستان رستم یک قرار دارد و براساس سرشماری مرکز آمار ایران در سال ۱۳۸۵، جمعیت آن ۵۰ نفر (۱۱خانوار) بوده‌است.